# Kanadský pohár 1981
Kanadský pohár 1981 byla mezinárodní soutěž v ledním hokeji hraná od 1. září do 13. září 1981 v různých městech Severní Ameriky (Montréal, Winnipeg, Ottawa, Edmonton). Šlo o druhý ročník Kanadského poháru.

## Základní část
| 1.9.1981 | USA | 3 – 1           | Švédsko |  |
| Edmonton | USA | (2:0, 0:1, 1:0) | Švédsko |  |

| Souhrn zápasu | Souhrn zápasu                                        | Souhrn zápasu | Souhrn zápasu     | Souhrn zápasu |
| ------------- | ---------------------------------------------------- | ------------- | ----------------- | ------------- |
|               | 8. Reed Larson 13. Dave Christian 45. Mike O'Connell |               | 26. Thomas Gradin |               |

| 1.9.1981 | Sovětský svaz | 1 – 1           | ČSSR |  |
| Winnipeg | Sovětský svaz | (0:0, 1:1, 0:0) | ČSSR |  |

| Souhrn zápasu | Souhrn zápasu            | Souhrn zápasu | Souhrn zápasu    | Souhrn zápasu |
| ------------- | ------------------------ | ------------- | ---------------- | ------------- |
|               | 29:34 Nikolaj Drozděckij |               | 21:57 Milan Nový |               |

| 1.9.1981 | Kanada | 9 – 0           | Finsko |  |
| Edmonton | Kanada | (1:0, 5:0, 3:0) | Finsko |  |

| Souhrn zápasu | Souhrn zápasu | Souhrn zápasu | Souhrn zápasu | Souhrn zápasu |
| ------------- | --- | ------------- | ------------- | ------------- |
|               | 17. Mike Bossy 22. Wayne Gretzky 26. Ray Bourque 33. Danny Gare 39. Mike Bossy 40. Wayne Gretzky 41. Bryan Trottier 44. Butch Goring 47. Clark Gillies |               |               |               |

| 3.9.1981 | ČSSR | 7 – 1           | Finsko |  |
| Edmonton | ČSSR | (2:1, 0:0, 5:0) | Finsko |  |

| Souhrn zápasu | Souhrn zápasu | Souhrn zápasu | Souhrn zápasu      | Souhrn zápasu |
| ------------- | --- | ------------- | ------------------ | ------------- |
|               | 10:46 Pavel Richter 15:49 Jiří Lála 41:35 Miloslav Hořava 45:13 Norbert Král 47:38 Arnold Kadlec 49:45 Jiří Lála 53:31 Dárius Rusnák |               | 16:49 Matti Hagman |               |

| 3.9.1981 | Sovětský svaz | 6 – 3           | Švédsko |  |
| Winnipeg | Sovětský svaz | (2:0, 1:2, 3:1) | Švédsko |  |

| Souhrn zápasu | Souhrn zápasu | Souhrn zápasu | Souhrn zápasu                                          | Souhrn zápasu |
| ------------- | --- | ------------- | ------------------------------------------------------ | ------------- |
|               | 10. Sergej Kapustin 16. Sergej Makarov 36. Sergej Kapustin 50. Alexej Kasatonov 56. Alexandr Malcev 58. Vladimir Krutov |               | 23. Anders Håkansson 37. Anders Hedberg 51. Lars Molin |               |

| 3.9.1981 | Kanada | 8 – 3           | USA |  |
| Edmonton | Kanada | (1:1, 2:0, 5:2) | USA |  |

| Souhrn zápasu | Souhrn zápasu | Souhrn zápasu | Souhrn zápasu                                         | Souhrn zápasu |
| ------------- | --- | ------------- | ----------------------------------------------------- | ------------- |
|               | 4. Gilbert Perreault 23. Wayne Gretzky 28. Marcel Dionne 51. Mike Bossy 52. Bryan Trottier 54. Wayne Gretzky 56. Bryan Trottier 57. Gilbert Perreault |               | 6. Steve Christoff 45. Dean Talafous 45. Mark Johnson |               |

| 5.9.1981 | Švédsko | 5 – 0           | Finsko |  |
| Winnipeg | Švédsko | (1:0, 0:0, 4:0) | Finsko |  |

| Souhrn zápasu | Souhrn zápasu                                                                                       | Souhrn zápasu | Souhrn zápasu | Souhrn zápasu |
| ------------- | --------------------------------------------------------------------------------------------------- | ------------- | ------------- | ------------- |
|               | 03:46 Anders Hedberg 46:09 Anders Kallur 48:21 Ulf Nilsson 50:40 Anders Kallur 57:57 Bengt Lundholm |               |               |               |

| 5.9.1981 | Sovětský svaz | 4 – 1           | USA |  |
| Edmonton | Sovětský svaz | (1:0, 2:1, 1:0) | USA |  |

| Souhrn zápasu | Souhrn zápasu                                                                 | Souhrn zápasu | Souhrn zápasu   | Souhrn zápasu |
| ------------- | ----------------------------------------------------------------------------- | ------------- | --------------- | ------------- |
|               | 16. Igor Larionov 23. Viktor Žluktov 24. Vladimir Krutov 49. Vladimir Golikov |               | 22. Neal Broten |               |

| 5.9.1981 | Kanada | 4 – 4           | ČSSR |  |
| Winnipeg | Kanada | (2:2, 1:0, 1:2) | ČSSR |  |

| Souhrn zápasu | Souhrn zápasu                                                            | Souhrn zápasu | Souhrn zápasu                                                                    | Souhrn zápasu |
| ------------- | ------------------------------------------------------------------------ | ------------- | -------------------------------------------------------------------------------- | ------------- |
|               | 18:13 Butch Goring 19:47 Mike Bossy 23:51 Marcel Dionne 51:18 Bob Gainey |               | 05:22 Jiří Dudáček 09:27 Norbert Král 47:47 Jindřich Kokrment 55:21 Jiří Dudáček |               |

| 7.9.1981 | Kanada | 4 – 3           | Švédsko |  |
| Montreal | Kanada | (2:0, 1:1, 1:2) | Švédsko |  |

| Souhrn zápasu | Souhrn zápasu                                                                 | Souhrn zápasu | Souhrn zápasu                                                 | Souhrn zápasu |
| ------------- | ----------------------------------------------------------------------------- | ------------- | ------------------------------------------------------------- | ------------- |
|               | 03:57 Denis Potvin 05:27 Mike Bossy 31:51 Guy Lafleur 46:55 Gilbert Perreault |               | 29:57 Anders Hedberg 45:50 Anders Hedberg 49:22 Anders Kallur |               |

| 7.9.1981 | USA | 6 – 2           | ČSSR |  |
| Montreal | USA | (0:1, 2:1, 4:0) | ČSSR |  |

| Souhrn zápasu | Souhrn zápasu                                                                                                   | Souhrn zápasu | Souhrn zápasu                               | Souhrn zápasu |
| ------------- | --- | ------------- | ------------------------------------------- | ------------- |
|               | 25:07 Mike Eaves 37:16 Dean Talafous 40:23 Dean Talafous 40:41 Mike Eaves 45:01 Richie Dunn 45:20 Warren Miller |               | 13:38 Jindřich Kokrment 20:35 Dárius Rusnák |               |

| 7.9.1981 | Sovětský svaz | 6 – 1           | Finsko |  |
| Winnipeg | Sovětský svaz | (2:0, 1:1, 3:0) | Finsko |  |

| Souhrn zápasu | Souhrn zápasu | Souhrn zápasu | Souhrn zápasu      | Souhrn zápasu |
| ------------- | --- | ------------- | ------------------ | ------------- |
|               | 5. Vladimir Krutov 18. Vladimir Golikov 20. Viktor Žluktov 38. Sergej Makarov 57. Viktor Šalimov 58. Vjačeslav Fetisov |               | 21. Ilkka Sinisalo |               |

| 9.9.1981 | Finsko | 4 – 4           | USA |  |
| Montreal | Finsko | (1:1, 1:2, 2:1) | USA |  |

| Souhrn zápasu | Souhrn zápasu                                                                       | Souhrn zápasu | Souhrn zápasu                                                         | Souhrn zápasu |
| ------------- | ----------------------------------------------------------------------------------- | ------------- | --------------------------------------------------------------------- | ------------- |
|               | 17. Risto Siltanen 1-0 31. Jukka Porvari 43. Markku Kiimalainen 49. Arto Javanainen |               | 17. Neal Broten 1-1 23. Neal Broten 38. Tom Gorence 42. Warren Miller |               |

| 9.9.1981 | ČSSR | 7 – 1           | Švédsko |  |
| Ottawa   | ČSSR | (2:0, 3:1, 2:0) | Švédsko |  |

| Souhrn zápasu | Souhrn zápasu | Souhrn zápasu | Souhrn zápasu    | Souhrn zápasu |
| ------------- | --- | ------------- | ---------------- | ------------- |
|               | 00:26 Dárius Rusnák 19:54 Jiří Dudáček 26:42 Jaroslav Pouzar 27:37 Jiří Dudáček 31:49 Jiří Lála 40:31 Miloslav Hořava 45:23 Dárius Rusnák |               | 28:33 Lars Molin |               |

| 9.9.1981 | Kanada | 7 – 3           | Sovětský svaz |  |
| Montreal | Kanada | (1:0, 1:2, 5:1) | Sovětský svaz |  |

| Souhrn zápasu | Souhrn zápasu | Souhrn zápasu | Souhrn zápasu                                           | Souhrn zápasu |
| ------------- | --- | ------------- | ------------------------------------------------------- | ------------- |
|               | 1. Wayne Gretzky 24. Guy Lafleur 45. Rick Middleton 47. Marcel Dionne 49. Denis Potvin 49. Mike Bossy 52. Butch Goring |               | 32. Igor Larionov 34. Sergej Šepelev 59. Sergej Makarov |               |

### Tabulka základní části
| Pořadí | Stát    | Počet zápasů | Výhry | Remízy | Prohry | Skore   | Body |
| ------ | ------- | ------------ | ----- | ------ | ------ | ------- | ---- |
| 1      | Kanada  | 5            | 4     | 1      | 0      | 32 : 13 | 9    |
| 2      | SSSR    | 5            | 3     | 1      | 1      | 20 : 13 | 7    |
| 3      | ČSSR    | 5            | 2     | 2      | 1      | 21 : 13 | 6    |
| 4      | USA     | 5            | 2     | 1      | 2      | 17 : 19 | 5    |
| 5      | Švédsko | 5            | 1     | 0      | 4      | 13 : 20 | 2    |
| 6      | Finsko  | 5            | 0     | 1      | 4      | 6 : 31  | 1    |

## Semifinále
| 11.9.1981 | Kanada | 4 – 1           | USA |  |
| Montreal  | Kanada | (3:0, 0:1, 1:0) | USA |  |

| Souhrn zápasu | Souhrn zápasu                                                   | Souhrn zápasu | Souhrn zápasu  | Souhrn zápasu |
| ------------- | --------------------------------------------------------------- | ------------- | -------------- | ------------- |
|               | 3. Brian Engblom 8. Mike Bossy 18. Mike Bossy 53. Marcel Dionne |               | 40. Mike Eaves |               |

| 11.9.1981 | Sovětský svaz | 4 – 1           | ČSSR |  |
| Ottawa    | Sovětský svaz | (3:0, 1:0, 0:1) | ČSSR |  |

| Souhrn zápasu | Souhrn zápasu                                                                        | Souhrn zápasu | Souhrn zápasu   | Souhrn zápasu |
| ------------- | ------------------------------------------------------------------------------------ | ------------- | --------------- | ------------- |
|               | 8:36 Sergej Šepelev 15:12 Vladimir Golikov 16:41 Viktor Šalimov 31:09 Sergej Šepelev |               | 47:39 Jiří Lála |               |

## Finále
| 13.9.1981 | Sovětský svaz | 8 – 1           | Kanada |  |
| Montreal  | Sovětský svaz | (0:0, 3:1, 5:0) | Kanada |  |

| Souhrn zápasu | Souhrn zápasu | Souhrn zápasu | Souhrn zápasu       | Souhrn zápasu |
| ------------- | --- | ------------- | ------------------- | ------------- |
|               | 24:56 Igor Larionov 31:15 Sergej Šepelev 36:28 Sergej Šepelev 41:39 Sergej Šepelev 44:08 Vladimir Krutov 56:00 Igor Larionov 58:39 Vladimir Golikov 59:19 Alexandr Skvorcov |               | 28:02 Clark Gillies |               |

## Soupisky účastníků
- Sovětský svaz  [1]
- Brankář - Vladislav Treťjak, Vladimir Myškin, náhradník Alexandr Tyžnych
- Obránci - Vjačeslav Fetisov, Vladimir Zubkov, Sergej Babinov, Vasilij Pěrvuchin, Valerij Vasiljev, Alexej Kasatonov, Zinetula Biljaletdinov, Irek Gimajev
- Útočníci - Sergej Kapustin, Igor Larionov, Alexandr Malcev, Vladimir Krutov, Nikolaj Drozděckij, Andrej Chomutov, Sergej Šepelev, Viktor Žluktov, Viktor Šalimov, Sergej Makarov, Vladimir Golikov, Alexandr Skvorcov.
- Trenér: - Viktor Tichonov, Vladimir Jurzinov

- Kanada  [2]
- Brankář - Mike Liut, Don Edwards, Billy Smith
- Obránci - Brian Engblom, Barry Beck, Craig Hartsburg, Denis Potvin, Ray Bourque, Larry Robinson, Paul Reinhart
- Útočníci - Clark Gillies, Guy Lafleur, Gilbert Perreault, Marcel Dionne, Rick Middleton, Danny Gare, Bryan Trottier, Mike Bossy, Bob Gainey, Ken Linsemen, Ron Duguay, Butch Goring, Wayne Gretzky.
- Trenér: - Scotty Bowman, Al MacNeil

- USA [3]
- Brankář - Tony Esposito, Steve Baker
- Obránci - Richie Dunn, Bill Baker, Ken Morrow, Mike O'Connell, Rod Langway, Dave Langevin, Reed Larson, Mark Howe
- Útočníci - Neal Broten, Robbie Ftorek, Mark Johnson, Dave Christian, Bob Miller, Rob McClanahan, Mike Eaves, Dean Talafous, Tom Gorence, Steve Christoff, Warren Miller, Tom Younghans.
- Trenér: - Bob Johnson, John Cunniff

- Finsko [4]
- Brankář - Hannu Lassila, Markus Mattsson
- Obránci - Timo Nummelin, Risto Siltanen, Reijo Ruotsalainen, Raimo Hirvonen, Juha Huikari, Tapio Levo, Pekka Rautakallio, Juha Tuohimaa
- Útočníci - Matti Hagman, Kari Jalonen, Veli-Pekka Ketola, Pekka Arbelius, Mikko Leinonen, Markku Kiimalainen, Jari Kurri, Jorma Sevón, Ilkka Sinisalo, Arto Javanainen, Kari Makkonen, Jukka Porvari.
- Trenér: - Kalevi Numminen, Kari Mäkinen

- Švédsko [5]
- Brankář - Peter Lindmark, Pelle Lindbergh
- Obránci - Lars Lindgren, Peter Helander, Stefan Persson, Mats Waltin, Tomas Eriksson, Börje Salming, Thomas Jonsson
- Útočníci - Kent-Erik Andersson, Ulf Nilsson, Lars Molin, Kent Nilsson, Anders Hedberg, Anders Håkansson, Bengt Lundholm, Patrik Sundström, Thomas Steen, Jörgen Pettersson, Thomas Gradin, Jan Erixon, Anders Kallur, Ulf Isaksson.
- Trenér: - Anders Parmström

- ČSSR [6]
- Brankář - Karel Lang • Jiří Králík
- Obránci - Milan Chalupa • Miroslav Dvořák • Miloslav Hořava • Radoslav Svoboda • Stanislav Hajdušek • Jan Neliba • Arnold Kadlec
- Útočníci - Pavel Richter • Milan Nový • Jiří Lála • Dušan Pašek • Dárius Rusnák • Oldřich Válek • Jindřich Kokrment • Lubomír Pěnička • Jaroslav Korbela • Jaroslav Pouzar • Norbert Král • Jiří Dudáček • František Černík
- Trenér: - Luděk Bukač • Stanislav Neveselý

## Kanadské bodování
| Hráč              | Z | G | A  | B  |
| ----------------- | - | - | -- | -- |
| Wayne Gretzky     | 7 | 5 | 7  | 12 |
| Mike Bossy        | 7 | 8 | 3  | 11 |
| Bryan Trottier    | 7 | 3 | 8  | 11 |
| Guy Lafleur       | 7 | 2 | 9  | 11 |
| Alexej Kasatonov  | 7 | 1 | 10 | 11 |
| Gilbert Perreault | 4 | 3 | 6  | 9  |
| Sergej Makarov    | 7 | 3 | 6  | 9  |
| Sergej Šepelev    | 7 | 6 | 2  | 8  |
| Vladimir Krutov   | 7 | 4 | 4  | 8  |
| Vjačeslav Fetisov | 7 | 1 | 7  | 8  |

## All-star team
- Brankář: Vladislav Treťjak - (SSSR)
- Obránci: Arnold Kadlec - (ČSSR); Alexej Kasatonov - (SSSR)
- Útočníci: Gilbert Perreault - (Kanada); Mike Bossy - (Kanada); Sergej Šepelev - (SSSR)
- Nejlepší hráč: Vladislav Treťjak - (SSSR)